# Яснополянська сільська рада (Джанкойський район)
Яснополя́нська сільська́ ра́да — адміністративно-територіальна одиниця та орган місцевого самоврядування у Джанкойському районі Автономної Республіки Крим. Адміністративний центр — село Яснополянське.

## Загальні відомості
- Населення ради: 1 438 осіб (станом на 2001 рік)

## Населені пункти
Сільській раді підпорядковані населені пункти:
- с. Яснополянське
- с-ще Володине
- с. Рюмшине

## Склад ради
Рада складається з 16 депутатів та голови.
- Голова ради: Осадчук Леся Валентинівна
- Секретар ради: Савостенко Надія Федорівна

### Керівний склад попередніх скликань
| Прізвище, ім'я, по батькові | Основні відомості                                                 | Дата обрання | Дата звільнення |
| --------------------------- | ----------------------------------------------------------------- | ------------ | --------------- |
| Мелешко Петро Миронович     | Сільський голова, 1949 року народження, член Партії 'Союз'        | 26.03.2006   | 31.10.2010      |
| Осадчук Леся Валентинівна   | Сільський голова, 1968 року народження, освіта вища, позапартійна | 31.10.2010   |                 |

Примітка: таблиця складена за даними сайту Верховної Ради України

### Депутати
За результатами місцевих виборів 2010 року депутатами ради стали:

#### За суб'єктами висування
| Суб'єкт висування | Кількість обраних депутатів | %    |
| ----------------- | --------------------------- | ---- |
| Партія регіонів   | 13                          | 81,3 |
| Самовисування     | 3                           | 18,8 |

#### За округами
| № округу        | Прізвище, ім'я, по батькові     | Дата визнання обраним | Освіта             | Партійна приналежність | Відомості про обраного депутата                               |
| --------------- | ------------------------------- | --------------------- | ------------------ | ---------------------- | ------------------------------------------------------------- |
| Партія регіонів |                                 |                       |                    |                        |                                                               |
| 1               | Бихкало Сергій Миколайович      | 10.11.2010            | вища               | позапартійний          | Яснополянська загальноосвітня школа І-ІІІ ст., вчитель        |
| 2               | Міхаленко Григорій Потапович    | 10.11.2010            | вища               | позапартійний          | пенсіонер                                                     |
| 3               | Корнєєв Олександр Анатолійович  | 10.11.2010            | вища               | позапартійний          | Яснополянська загальноосвітня школа І-ІІІ ст., вчитель        |
| 5               | Жукова Наталя Леонтіївна        | 10.11.2010            | середня            | позапартійна           | Яснополянська сільська рада, прибиральниця                    |
| 6               | Пуляєва Наталя Любомирівна      | 10.11.2010            | середня            | член Партії регіонів   | Яснополянська бібліотека, бібліотекар                         |
| 7               | Халіулін Олег Сагідулович       | 10.11.2010            | середня            | позапартійний          | пенсіонер                                                     |
| 8               | Еннанова Зінура Люманівна       | 10.11.2010            | середня спеціальна | позапартійна           | Яснополянська загальноосвітня школа І-ІІІ ст., медична сестра |
| 10              | Луцак Віктор Васильович         | 10.11.2010            | вища               | позапартійний          | Яснополянська загальноосвітня школа І-ІІІ ст., вчитель        |
| 11              | Кислицін Сергій Васильович      | 10.11.2010            | середня спеціальна | позапартійний          | СТОВ «Ясна Поляна», охоронець                                 |
| 12              | Савостенко Надія Федорівна      | 10.11.2010            | середня спеціальна | член Партії регіонів   | Яснополянська сільська рада, секретар                         |
| 13              | Кордон Іван Антонович           | 10.11.2010            | середня спеціальна | член Партії регіонів   | фельдшерсько-акушерський пункт с. Яснополянське, фельдшер     |
| 14              | Коваль Тетяна Валентинівна      | 10.11.2010            | середня спеціальна | позапартійна           | тимчасово не працює                                           |
| 16              | Єрьоменко Петро Миколайович     | 10.11.2010            | середня            | позапартійний          | пенсіонер                                                     |
| Самовисування   |                                 |                       |                    |                        |                                                               |
| 4               | Рибакова Марина Олександрівна   | 05.03.2013            | середня            | член Партії регіонів   | тимчасово не працює                                           |
| 9               | Антифеєва Олена Геннадіївна     | 10.11.2010            | вища               | позапартійна           | ПП «Костильова», продавець                                    |
| 15              | Филимонова Наталя Володимировна | 10.11.2010            | середня спеціальна | позапартійна           | відділення поштового зв'язку с. Яснополянське, поштарка       |